# Parti du nouveau pouvoir social
Le Parti du nouveau pouvoir social (en thaï : พรรคพลังสังคมใหม่ RTGS : Plung Sungkom Mai abrégé en PSM ; en anglais : New Social Power Party) est un parti politique thaïlandais. Il est fondé le 17 mars 2021, avec Chaowarit Khajohnpongkeerati comme chef du parti qui est élu pour la première fois à la 26e législature de la Chambre des représentants.

## Histoire
Le Parti du nouveau pouvoir social est créé le 10 septembre 2020 lors d'un congrès fondateur tenu à Nan (Province de Nan). Il est enregistré à la Commission électorale le 17 mars 2021, avec Chaowarit Khajohnpongkeerati comme fondateur et chef du parti et Jarupongsakul Jinachotikul comme le premier secrétaire général.
À la suite de l'enregistrement du parti, Chaowarit présente sa lettre de démission de son poste de chef du parti lors de son assemblée générale le 5 décembre 2021, provoquant la démission de l'ensemble du Comité exécutif du parti. Un nouveau comité exécutif de 17 membres est élu et les statuts du parti sont modifiés. L'assemblée générale décidé de réélire Chaowarit en tant que chef du parti pour un second mandat. Le poste de secrétaire général est attribué Sutho Srangkham et Jarupongsakul, l'ancien secrétaire du parti, devient le premier vice-président du parti.
Cependant le 16 août 2022, Sutho présente sa démission en tant qu'adhérent du parti, ce qui entraîne sa destitution de ses fonctions de secrétaire. Aux côtés de Prasan Satsanupatham, chef adjoint du parti, le 19 septembre 2022, Watcharin Chaiyaphatchanok démissionne de son poste de porte-parole, entraînant la démission d'office des 8 membres restants du comité exécutif du parti, le règlement du parti l'imposant quand il reste moins de la moitié des membres du comité.
Le 8 octobre 2022, le Parti du nouveau pouvoir social a tenu une assemblée générale extraordinaire pour la deuxième fois en 2022, pour modifier le règlement du parti et élire un nouveau comité exécutif du parti composé de 17 personnes. L'assemblée décidé d'élire Chaowarit comme chef pour un troisième mandat. Le poste de secrétaire du parti est attribué à Lamkhong Thanthanasak, ancien chef adjoint du parti. Plus tard, Lamkhong démissionne de son adhésion du parti le 4 février 2023, l'obligeant à quitter son poste de secrétaire du parti Une assemblée générale a de nouveau lieu, le 22 février 2023 pour modifier et changer le règlement du parti. et les membres élus du comité exécutif du parti pour remplacer quatre postes vacants et un membre supplémentaire du comité exécutif. La réunion a décidé de d'élire Ankun Phaikaew, ancien chef adjoint du parti et ancien secrétaire général du Parti thaïlandais du développement national devient le nouveau secrétaire du parti.

## Résultats électoraux
| Année | Voix    | Voix   | %    | %    | Sièges  | Statut               | Gouvernement     |
| Année | SM      | SP     | SM   | SP   | Sièges  | Statut               | Gouvernement     |
| ----- | ------- | ------ | ---- | ---- | ------- | -------------------- | ---------------- |
| 2023  | 177 379 | 20 353 | 0,47 | 0,05 | 1 / 500 | Majorité (coalition) | Srettha Thavisin |